# لغات آيسلندا
كانت آيسلندا تاريخيًا جزيرة معزولة جدًا ومتجانسة لغويًا, ولكنها مع ذلك كانت موطنًا لعدة لغات. كانت الغيلية هي اللغة الأم للعديد من الأيسلنديين الأوائل. على الرغم من انتشار اللغة الأيسلندية أو الإسكندنافية, إلا أن طرق التجارة الشمالية جلبت الألمانية والإنجليزية والهولندية والفرنسية والباسكية إلى أيسلندا. استقر بعض التجار ورجال الدين في أيسلندا على مر القرون, وتركوا بصماتهم على الثقافة, ولكن من الناحية اللغوية بشكل أساسي, التجارة والملاحة والدينية. باستثناء هذه الكلمات والكلمات اللاتينية, لم يتم تغيير الآيسلندية بشكل ملحوظ منذ الاستيطان.
الأيسلندية ليست اللغة الوطنية فحسب, بل هي الآن "اللغة الرسمية في أيسلندا" بموجب القانون رقم 61/2011, الذي اعتمده البرلمان في عام 2011. كما تم الاعتراف رسميًا بلغة الإشارة الأيسلندية بموجب القانون في عام 2011 كلغة أقلية لها حقوق دستورية ولغة أولى لمجتمع الصم الأيسلندي. خلال فترة الحكم الدنماركي, كانت اللغة الدنماركية لغة أقلية في آيسلندا.

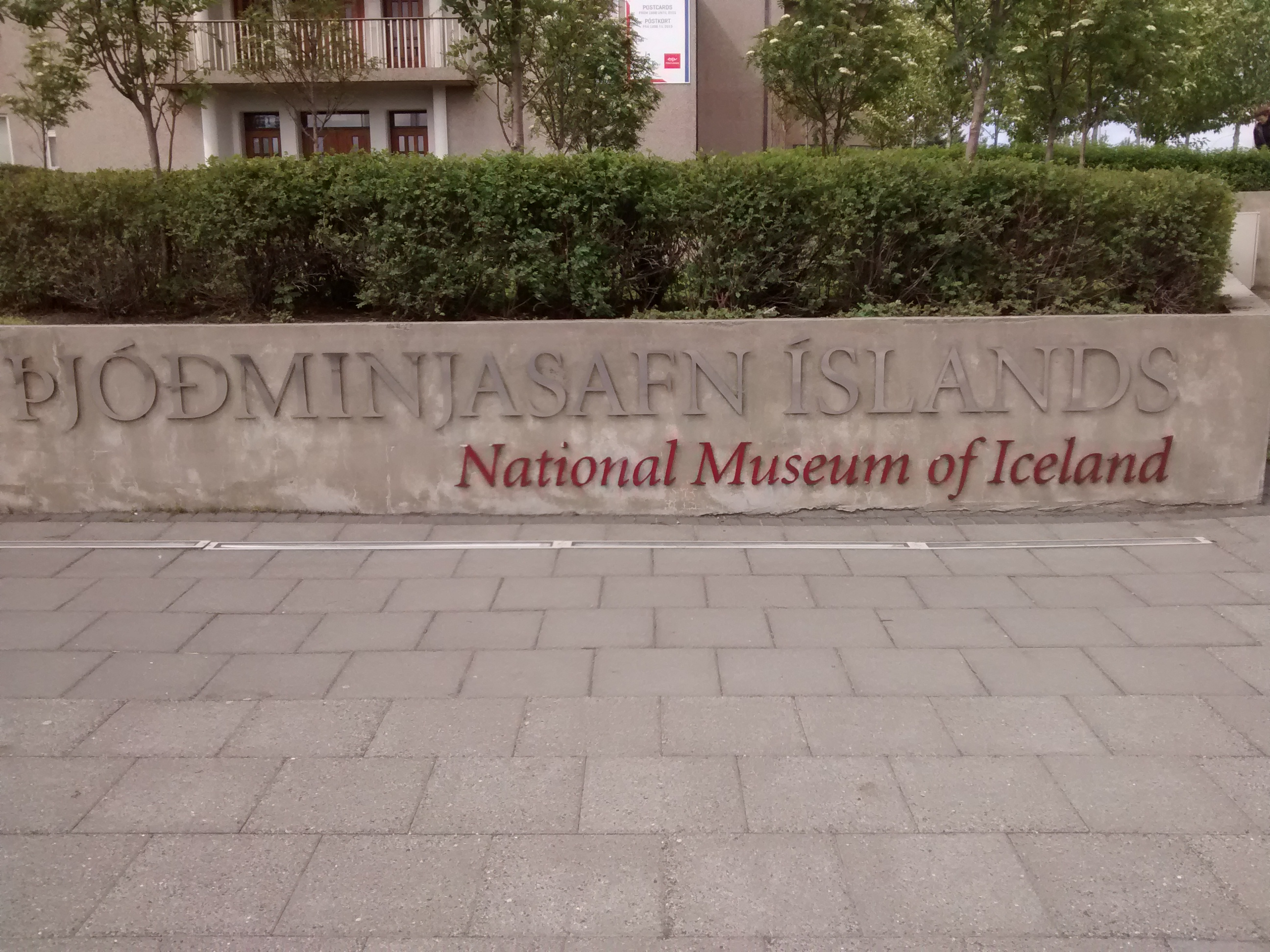
اللافتة الموجودة أمام المتحف الوطني بأيسلندا, ثنائية اللغة بالأيسلندية والإنجليزية

تعد دراسة اللغة الإنجليزية والدنماركية (أو أي لغة إسكندنافية أخرى) إلزامية للطلاب في المدارس الإلزامية وأيضًا جزء من العديد من برامج الدراسة الثانوية, لذا فإن معرفة اللغتين منتشر على نطاق واسع. تشمل اللغات الأجنبية الأخرى التي تتم دراستها بشكل متكرر الألمانية والإسبانية والفرنسية. يشير استطلاع عبر الهاتف في عام 2011 إلى أن 88% من الأيسلنديين يسمعون اللغة الإنجليزية كل يوم, و 65% يسمعون اللغة الإنجليزية أكثر من ساعة واحدة في اليوم.
غالبًا ما يشكل السياح والمقيمون المؤقتون جزءًا كبيرًا من السكان, خاصة في العاصمة ريكيافيك.

## أنظر أيضا
- اللغة الآيسلندية
- صفائية اللغة الأيسلندية